# Cinemisterio
Cinemisterio fue una revista de historietas y fotonovelas publicada en la Argentina por Editorial Abril.

## Trayectoria
Cinemisterio vino a sustuir a "Salgari". Destacaba por la inclusión de fotonovelas y las primeras historietas escritas por Héctor G. Oesterheld:
| Fecha                        | Números     | Título               | Guionista            | Dibujante                   |
| ---------------------------- | ----------- | -------------------- | -------------------- | --------------------------- |
| 1950-56                      |             | Hombres de la Jungla | Alberto Ongaro       | Hugo Pratt                  |
| 16/5-18/7/1951               | 37-42       | Ray Kitt             | Héctor G. Oesterheld | Hugo Pratt                  |
| 31/10/1951                   | 51-         | Cargamento Negro     | Héctor G. Oesterheld | Eugenio Zoppi               |
| 23/4/-16/07/1952, 1/12/1954- | 82-94, 218- | Lord Comando         | Héctor G. Oesterheld | Paul Campani, Eugenio Zoppi |